# Hieromonje

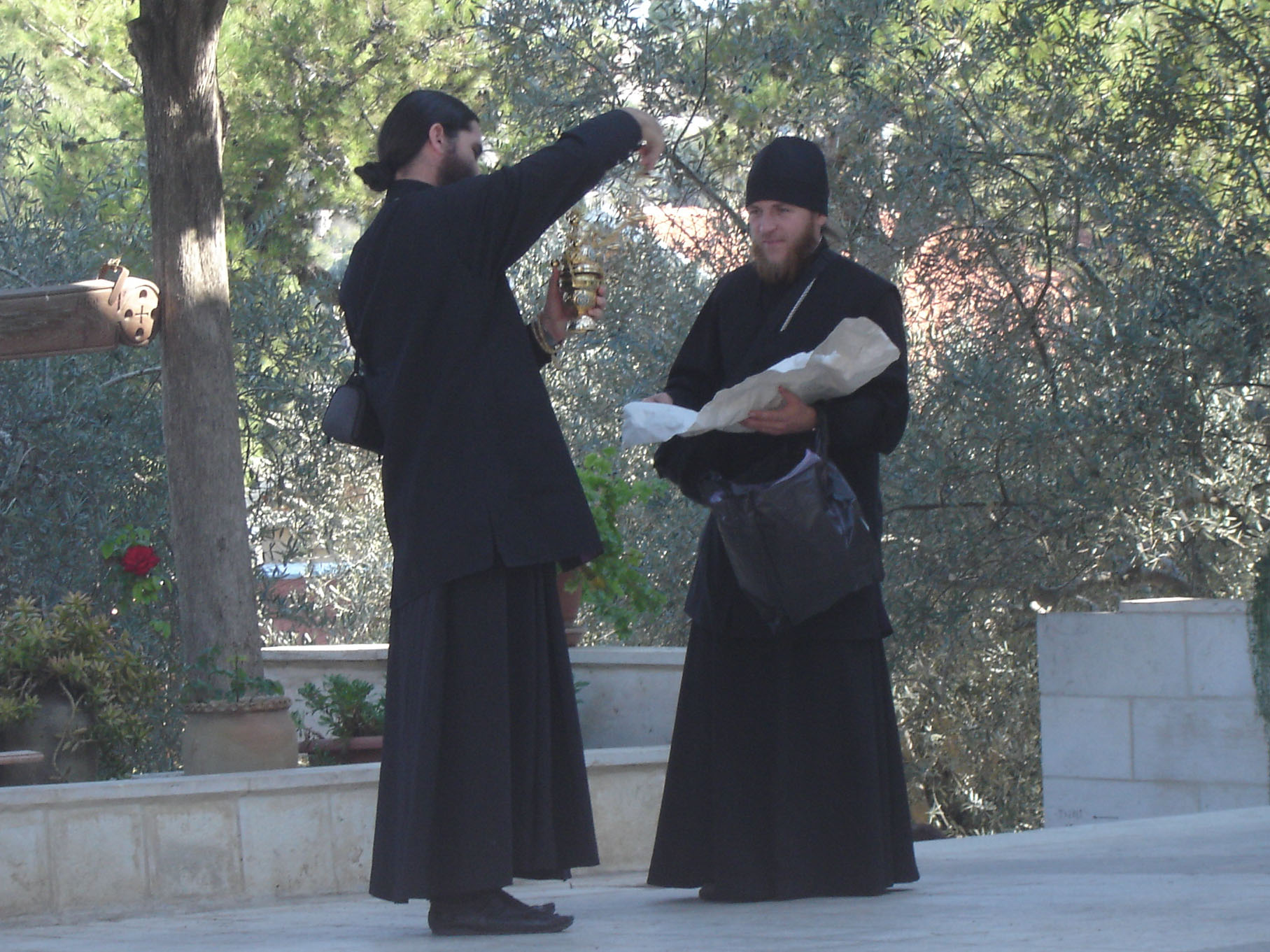
Dos clérigos ortodoxos rusos cerca de Ein Kerem. Ambos visten podryásnik y sotana. El hieromonje, a la derecha, lleva una skufia y una cruz pectoral.

Un hieromonje (en griego: Ἱερομόναχος, Ieromonachos, monje consagrado; eslavo: Ieromonaj, rumano: Ieromonah) es un monje que es también sacerdote en el cristianismo ortodoxo oriental y en el catolicismo oriental .

## Generalidades
El término se traduce literalmente como "sagrado-monje". De acuerdo con el uso general y arcaico del griego bizantino temprano, se usa adjetivo "sagrado", Ηερο, para describir las cosas monásticas. Suele confundirse con el cargo paralelo de hierodiácono.
Un hieromonje puede ser tanto un monje que ha sido ordenado sacerdote, o un sacerdote que ha recibido tonsura monástica. El primer caso es el más común, ya que cumple los requisitos para la ordenación sacerdotal ortodoxa, o bien estar casado o bien ser monje. Cuando un sacerdote casado enviuda, no es raro que se convierta en monje, en tanto la Iglesia prohíbe al clero volverse a casar una vez se han ordenado. La ordenación al sacerdocio es la excepción más que la regla para los monjes, en tanto los monasterios por lo general solo suelen tener tantos hieromonjes y hierodiáconos como sean necesarios para los ritos diarios.
En la jerarquía eclesiástica, un hieromonje es de mayor dignidad que un hierodiácono, del mismo modo que un sacerdote secular (es decir, casado) es de más alta dignidad que un diácono. En el marco de sus propias filas, se les asigna a los hieromonjes un orden de precedencia, según la fecha de su ordenación. Por encima del hieromonje se encuentra el higúmeno y por encima de este el archimandrita.
En algunos países, los clérigos casados se nombran como "clero blanco", mientras el clero monacal se llaman "clero negro", porque los monjes siempre deben llevar ropa de negro, pero el clero casado ortodoxo suele vestir casacas blancas o grises.
El título oficial para referirse a un hieromonje es "el reverendo hieromonje (nombre)". La forma de dirigirse a ellos es, "Hieromonje (nombre)," Padre hieromonje (nombre)", "Padre (nombre)", o, de manera informal, "Padre", como sucede con los sacerdotes católicos.

## Hieromonjes famosos
- Makarije (fl. 1494–1528), serbio ortodoxo
- Pahomije (fl. 1496–1544), serbio ortodoxo
- Mardarije (fl. 1552–66), serbio ortodoxo
- Dečanac (fl. 1536–45), serbio ortodoxo
- Seraphim Rose (1934–1982), estadounidense ruso-ortodoxo